# Großbüllesheim
Großbüllesheim ist ein Stadtteil im Norden von Euskirchen.

## Lage
Nachbarorte von Großbüllesheim sind die Stadtteile Kleinbüllesheim im Süden und Wüschheim im Westen. Am Ortsrand in der Nähe der Burg fließen die beiden Flüsse Erftmühlenbach und Das Untere Ahrflüsschen zusammen. Im Osten liegt das größte Industriegebiet Euskirchens, der Industriepark Am Silberberg, auch IPAS genannt, das vor seiner Umbenennung Gewerbegebiet Großbüllesheim-Wüschheim hieß. Zwischen dem IPAS und der Wohnbebauung des Stadtteiles Großbüllesheim verläuft eine etwa 1,3 Kilometer lange Parkanlage namens Grüngürtel Großbüllesheim mit Freizeitwiesen. Im Norden des Parks liegt die Campussportanlage Wüschheim-Büllesheim mit einem großen Kunstrasen-Sportplatz und einem Soccer-Court. Früher stand dort auch eine Turnhalle, die jedoch 2021 abgerissen und durch einen Neubau ersetzt wurde, welcher neben einer neuen Turnhalle ebenfalls als Dorfgemeinschaftshaus für Kleinbüllesheim, Großbüllesheim und Wüschheim dient.

## Geschichte
Erstmals wurde Großbüllesheim 856 als Bullengesheym erwähnt, welches sich wohl vom fränkischen Namen Bulleng ableitet. Bis Ende des 18. Jahrhunderts befand sich Großbüllesheim unter Euskirchener Amtsverwaltung, während der Franzosenzeit war es der Mairie Kuchenheim, Canton Rheinbach zugeordnet. Danach kam das Rheinland zum Königreich Preußen, wobei die Preußen die französische Verwaltungseinteilung beibehielten, sodass Großbüllesheim weiterhin zur Bürgermeisterei Kuchenheim, Kreis Rheinbach gehörte. Mit der Auflösung des Kreises Rheinbach am 1. Oktober 1932 kam die Bürgermeisterei Kuchenheim zum Kreis Euskirchen.
Im Süden sind zwei Hofstellen vorhanden, die durch Erbteilung des früheren Hofes entstanden sind und Reste der Großbüllesheimer Burg darstellen. Zuvor, im 14. Jahrhundert, waren die Spies von Büllesheim ansässig.
Am 1. Juli 1969 wurde Großbüllesheim durch das Gesetz zur Neugliederung des Landkreises Euskirchen nach Euskirchen eingemeindet.
Am 31. Dezember 2017 hatte Großbüllesheim 2034 Einwohner.

## Kultur und Sehenswürdigkeiten

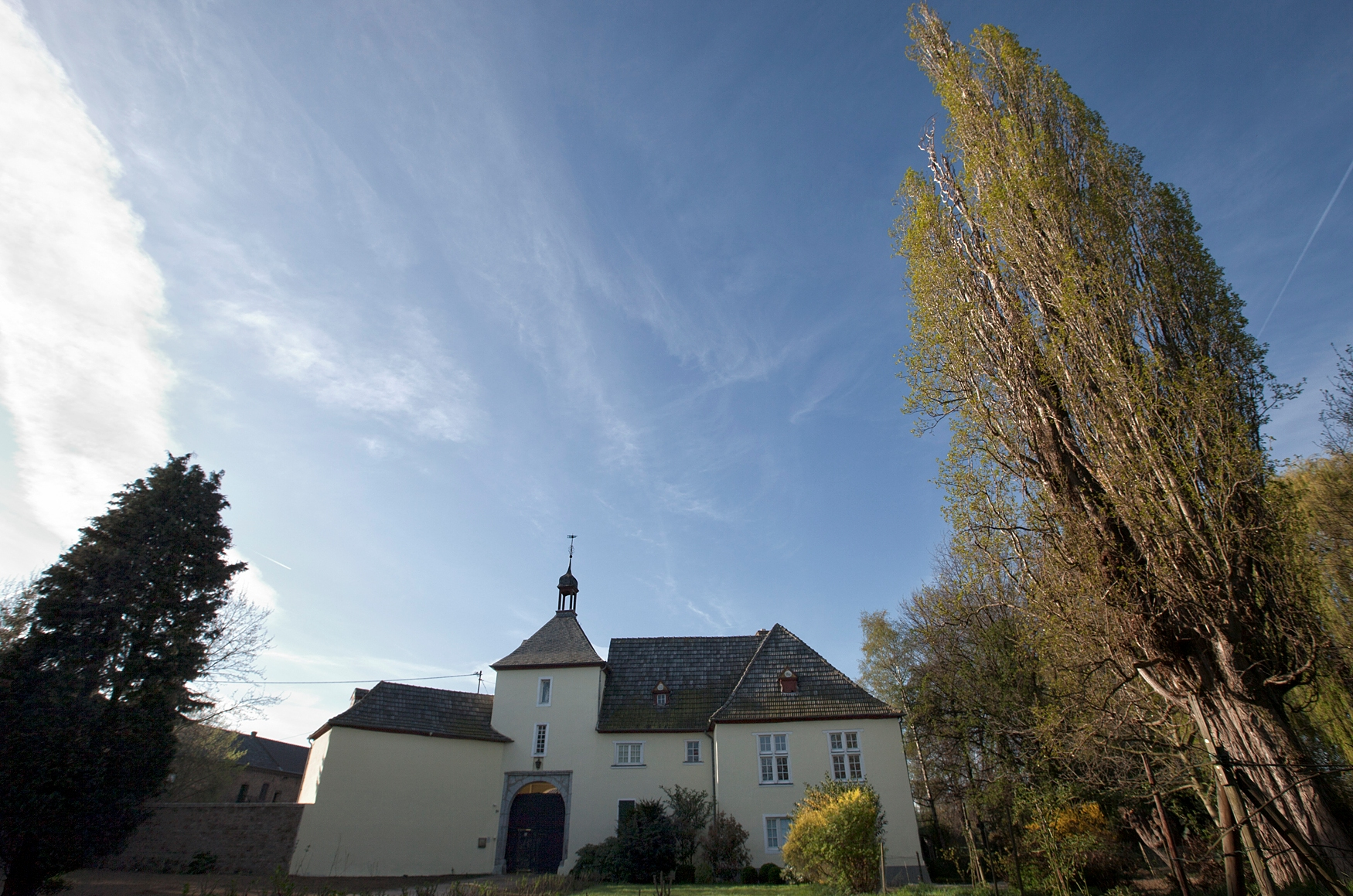
Burg Großbüllesheim

- Burg Großbüllesheim

## Infrastruktur

### Einrichtungen
Im Ort gibt es neben der kath. Kirche St. Michael (Großbüllesheim) unter anderem eine Bäckerei, ein Hotel, Friseur, Getränkemarkt, Florist, Arztpraxen, Kosmetikstudios und mehr. Kindergarten, Grundschule und Übermittagsbetreuung liegen in unmittelbarer Nähe zum Sportgelände. Zusätzlich zum zentral gelegenen Friedhof in der Ortsmitte besitzt Großbüllesheim noch einen Jüdischen Friedhof, ebenso ein Kriegerdenkmal. Im Jahr 2016 hat der Künstler Gunter Demnig 21 Stolpersteine vor verschiedenen Häusern im Dorf als Erinnerung an die Opfer der Nationalsozialisten verlegt.

### Verkehr

Haltepunkt Euskirchen-Großbüllesheim

In Großbüllesheim befindet sich der Haltepunkt Euskirchen-Großbüllesheim an der Eifelstrecke (Köln–Euskirchen–Gerolstein–Trier), auf der im Schienenpersonennahverkehr die RegionalBahn 24 Köln–Euskirchen–Kall, in der Hauptverkehrszeit bis Gerolstein, verkehrt.
| Linie | Verlauf | Takt                                               |
| ----- | --- | -------------------------------------------------- |
| RB 24 | Eifel-Bahn: Köln Messe/Deutz – Köln Hbf – Köln West – Köln Süd – Hürth-Kalscheuren – Brühl-Kierberg – Erftstadt – Weilerswist – Weilerswist-Derkum – Euskirchen-Großbüllesheim – Euskirchen – Satzvey – Mechernich – Scheven – Kall (– Urft (Steinfeld) – Nettersheim – Blankenheim (Wald) – Schmidtheim – Dahlem (Eifel) – Jünkerath – Lissendorf – Oberbettingen-Hillesheim – Gerolstein) (aufgrund von Hochwasserschäden längerfristig im Schienenersatzverkehr zwischen Kall und Gerolstein) Stand: April 2023 | 60 min (Köln–Kall) einzelne Züge (Kall–Gerolstein) |

Die VRS-Buslinien 870 und 875 der SVE verbinden den Ort mit Euskirchen, Wüschheim und Kuchenheim. Zusätzlich verkehren einzelne Fahrten der auf die Schülerbeförderung ausgerichteten Linie 731.
| Linie | Verlauf |
| ----- | --- |
| 731   | Schülerverkehr Euskirchen: Dom-Esch – Kleinbüllesheim – Großbüllesheim – Wüschheim – Kessenich – Euskirchen |
| 870   | Euskirchen Bf – Wüschheim – Großbüllesheim – Kleinbüllesheim – Weidesheim – Kuchenheim Bf – Kuchenheim Markt – Palmersheim – Flamersheim – Kirchheim – (Steinbachtalsperre –) Niederkastenholz – Stotzheim – Roitzheim – Euskirchen Bf (Ringverkehr) |
| 875   | Euskirchen Bf – Kleinbüllesheim – Großbüllesheim – Wüschheim |

Südlich von Großbüllesheim verläuft die L 182 und dient als Zubringer zur A 61. Es ist geplant, diese Straße nach Westen zur A 1 zu verlängern. In Großbüllesheim werden die Straßen nach Forschern und Entdeckern benannt. Ein Beispiel ist die Amundsenstraße. Eine Straße ist benannt nach dem bedeutenden Kriegsschriftsteller Paul Coelestin Ettighoffer, der nach der Ausbombung in Bonn einen kleinen Bauernhof in Niederkastenholz erworben hatte und dadurch seine einzige Novelle verfasst hat.